# ヒュンダイ・ヴェロスター
ヒュンダイ・ヴェロスター （Hyundai Veloster） は、韓国の現代自動車が2011年に発売開始した車種。サブコンパクトカークラスに属するモデルである。

## 概要
スポーツカー路線のキャラクターを持つサブコンパクトカーで、ボディタイプとしてはシューティングブレークのような形状を持つクーペと2ボックスハッチバックの中間的存在であり、どちらに分類するかは意見が分かれるところである 。運転席側が1ドア、助手席側が2ドアという非対称スタイルになっている。
初代モデルは本国仕様車は公式サイト上でエクウスやジェネシスなど共に｢ラグジュアリー｣と分類されていたが、のちに「PREMIUM YOUNIQUE LIFESTYLE」の独立項目に入れられた。2代目は｢乗用｣カテゴリーに入っている。

## 初代(FS、2011-2018年)
2012年4月　ターボ搭載の「ヴェロスターターボ」が追加された。
韓国では「PREMIUM YOUNIQUE LIFESTYLE（PYL、i40登場後以前は「Premium Youth Lab」）」という新ブランド構築のために年間18000台の発売とされており、シリアルナンバー入りのメンバーシップカードも配布するとのことである。グレードは"Unique"と"Extreme"の2つで、価格は"Unique"で1790万ウォン、"Extreme"で2095万ウォンとなっている。
一方、米国ではヒュンダイモーターアメリカがレッドブル及びリース・ミレン（フォーミュラ・ドリフトでジェネシスクーペを駆る）とタッグを組み、ラリー仕様車を完成させシカゴモーターショーで発表した。米国ラリークロス選手権及び｢X Games｣に参戦する予定。このマシンは排気量を2.0 Lにするほか、HKS製ターボチャージャーを装着する、四輪駆動にするといった改造をされている。
釜山モーターショー2014では、釜山広域市を拠点とする韓国プロ野球球団・ロッテジャイアンツのリリーフカーとして、屋根をカットし、室内を改造したヴェロスターが展示された。

### 特徴
この車種はヒュンダイ初のDCT搭載車種とする報道もあった。当初は韓国仕様車PDF版カタログ（韓国向け公式サイト内）には6速ATと従来型の6速MTが設定されているという旨のことしか記されていなかったが、後の2011年7月にDCTが搭載された。また、ライバル車種としてホンダ・CR-Z、サイオン・tC、MINIを想定しているとされる。

前述のように変則的なボディスタイルであるが、不便であるという理由から、マツダ・RX-8のような観音開きのドアを採用していない。

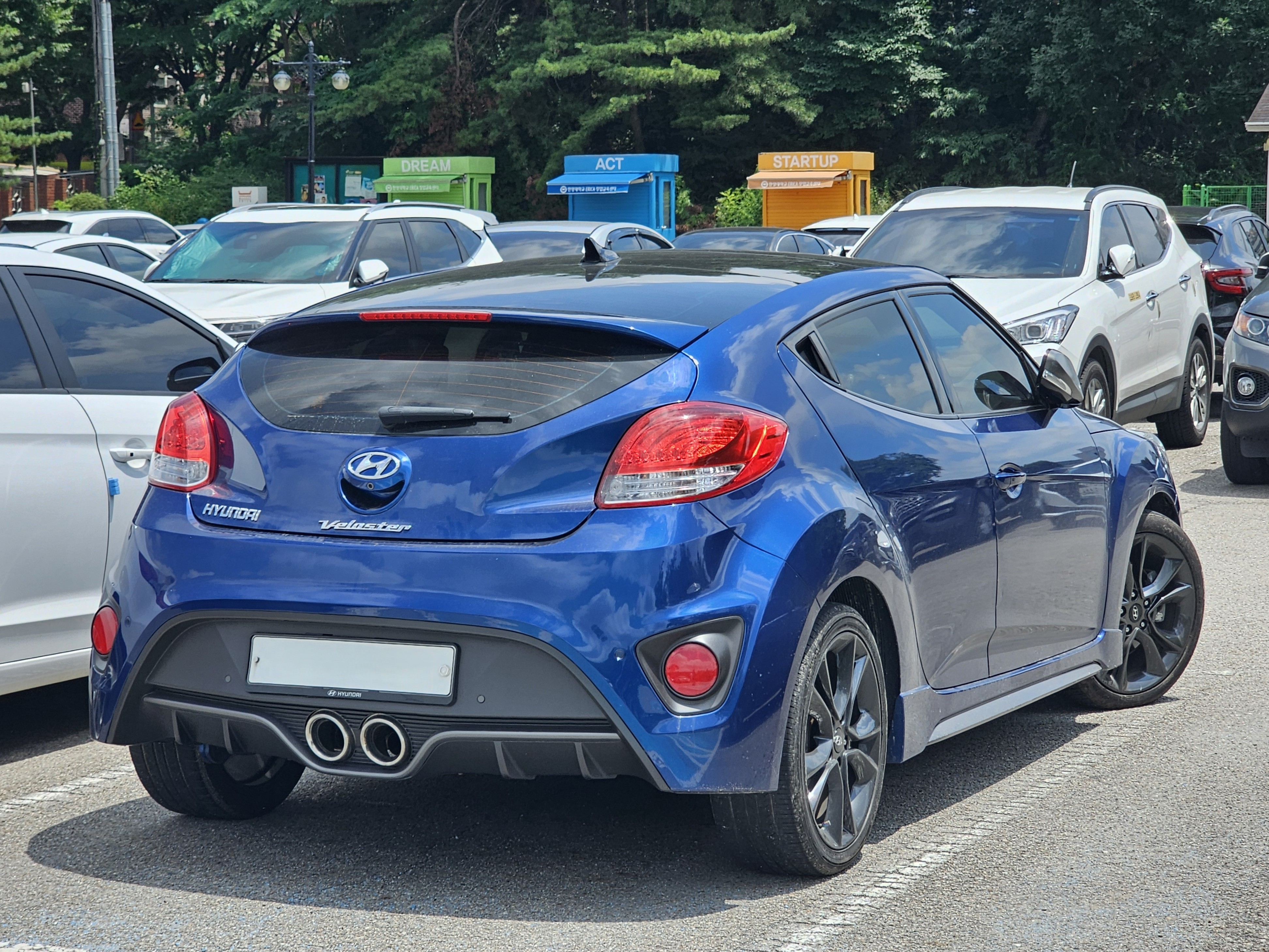
ターボ リア

## 2代目(JS、2018-2022年)
2018年の1月に北米国際オートショーで発表された。
ヴェロスターのアイデンティティであるセンター出しのマフラーと左右非対称デザイン、近年のヒュンダイのデザインアイコンとなっているフロントの「カスケードグリル」を継承しながら、さらにダイナミックなクーペスタイルのデザインとドライバー中心のインテリアを備えている。
エンジンは1.4Lターボのカッパエンジン、1.6Lターボのガンマエンジン、2.0LNAのニューエンジンに加え、高性能モデルの「N」には最大275PSを発揮する2.0Lターボのシータエンジンが搭載される。トランスミッションは、1.4Lと1.6Lが6速MTと7速DCT、2.0LNAが6速ATと6速MT、2.0Lターボが6速MTと8速DCTから選択可能である。
全モデルに衝突被害軽減ブレーキや車線逸脱警告、車体前後の衝突警告などによって構成されるヒュンダイ・スマートセンスパッケージを搭載している。
しかし、韓国では販売不振を理由に「N」を除き2020年11月で販売を終了。またNもCN7型エラントラNの発売により販売不振に陥り、2代目コナの生産ライン確保のためもあって2022年6月に生産終了となった。話題は十分あったが、先代と比べると短いモデルライフだった。

2024年現在、一部の国や地域にてリース販売として販売は継続されており、またレンタカーとしても使われていることが多いためヒョンデ公式では現行車扱いとなっている。

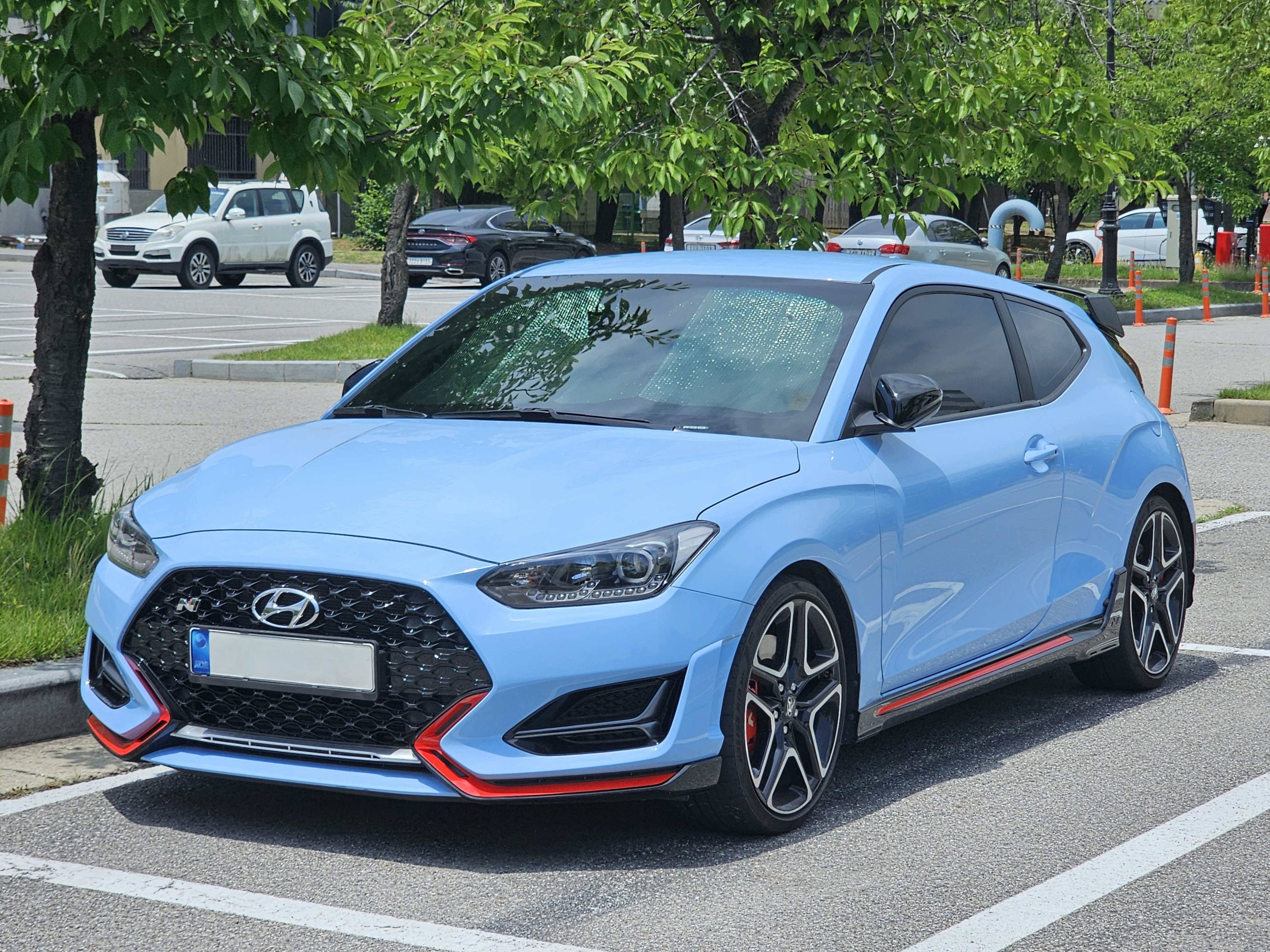
N フロント
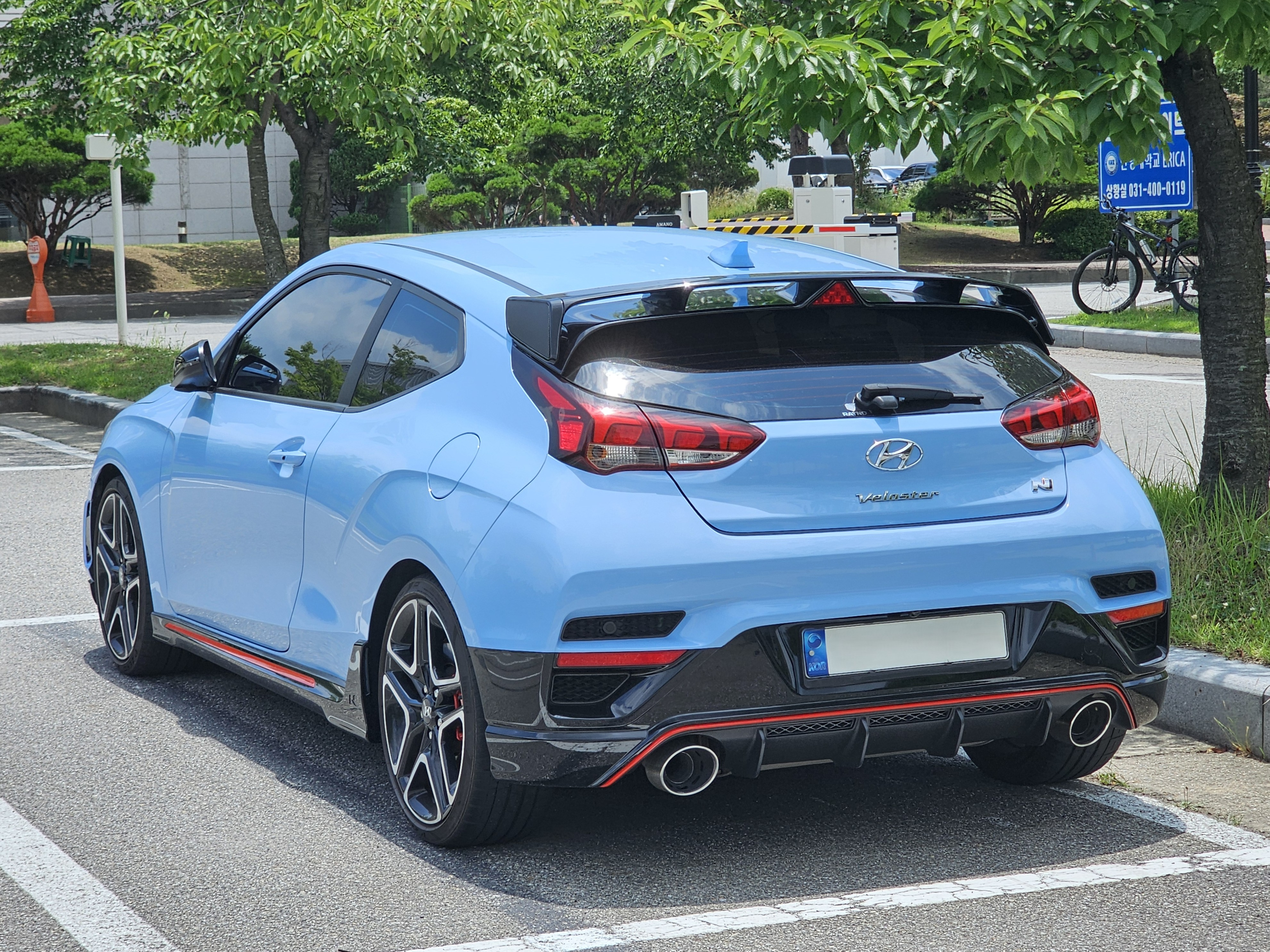
N リア

## RMシリーズ
RMシリーズは、ヴェロスターをベースにミッドシップレイアウトとした｢N｣名義のコンセプトカーシリーズである｡RM14､RM15はFSをベースとしており、RM16からはベースがJSに切り替わった｡2023年7月現在、内燃機関車のRM19と電気自動車のRM20eまでが存在している｡

### RM20e
RM20eはシリーズ初の電動化されたRMシリーズで、ヴェロスターN TCRをベースに製作された。ヒョンデは公式サイト上でも｢パワーユニット（が内燃機関か電動化か）に関わらずNはパフォーマンス最優先であり、運転の楽しさに対し決して妥協はしない｡RM20eのパワーユニットはただのゼロエミッションにとどまらず｢屈強なパワー｣｢瞬間的なトルク｣｢持続可能で爽快なドライビング体験｣を提供するものだ｣としており、実際パフォーマンス面において810hp(821ps)/960Nm､0-200km/h加速9.88秒であるとしている｡

RM20eでの技術は、後にヴェロスターE TCRに受け継がれ、E TCRシリーズで戦うことになる。

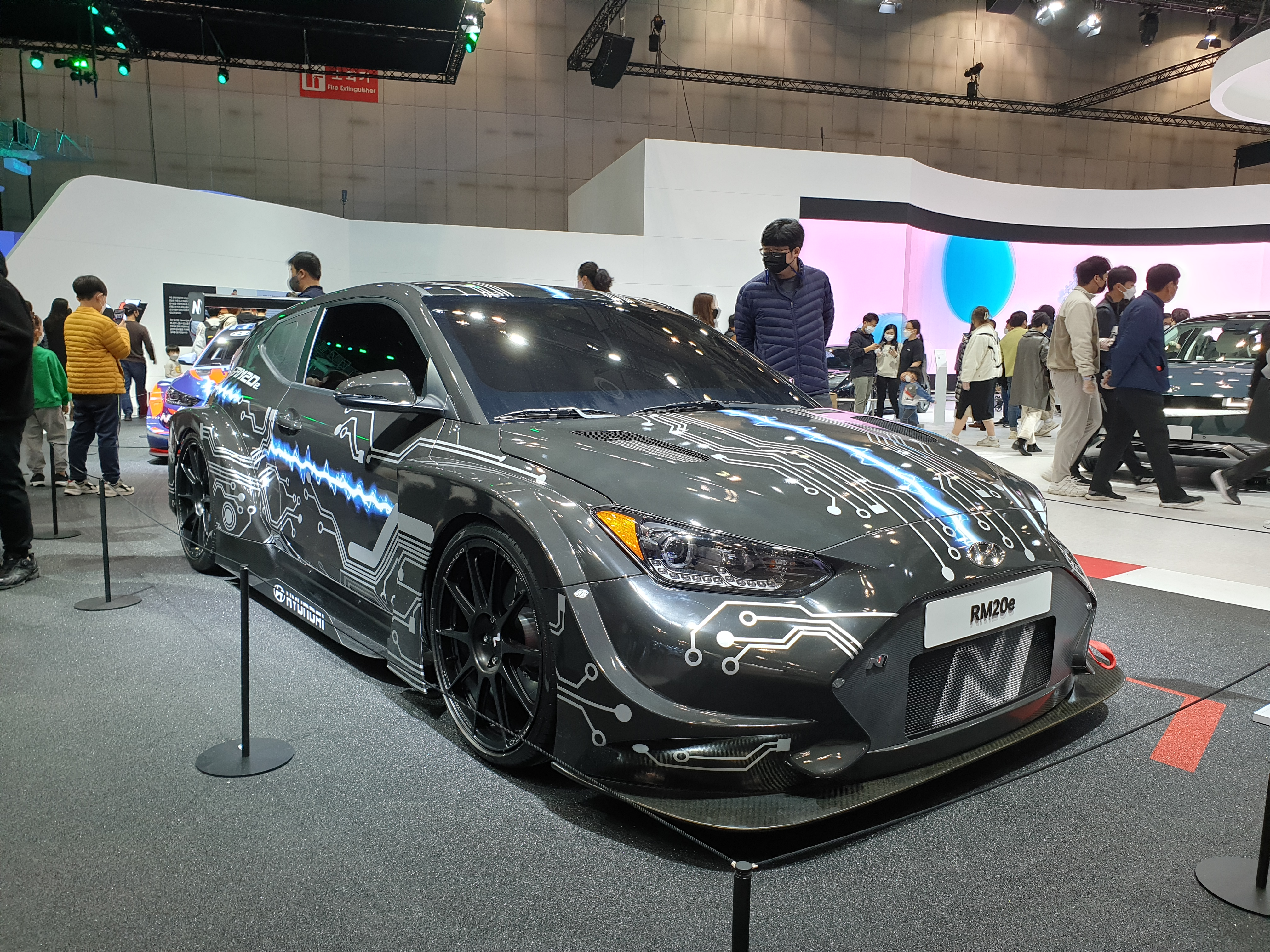
RM20e フロント
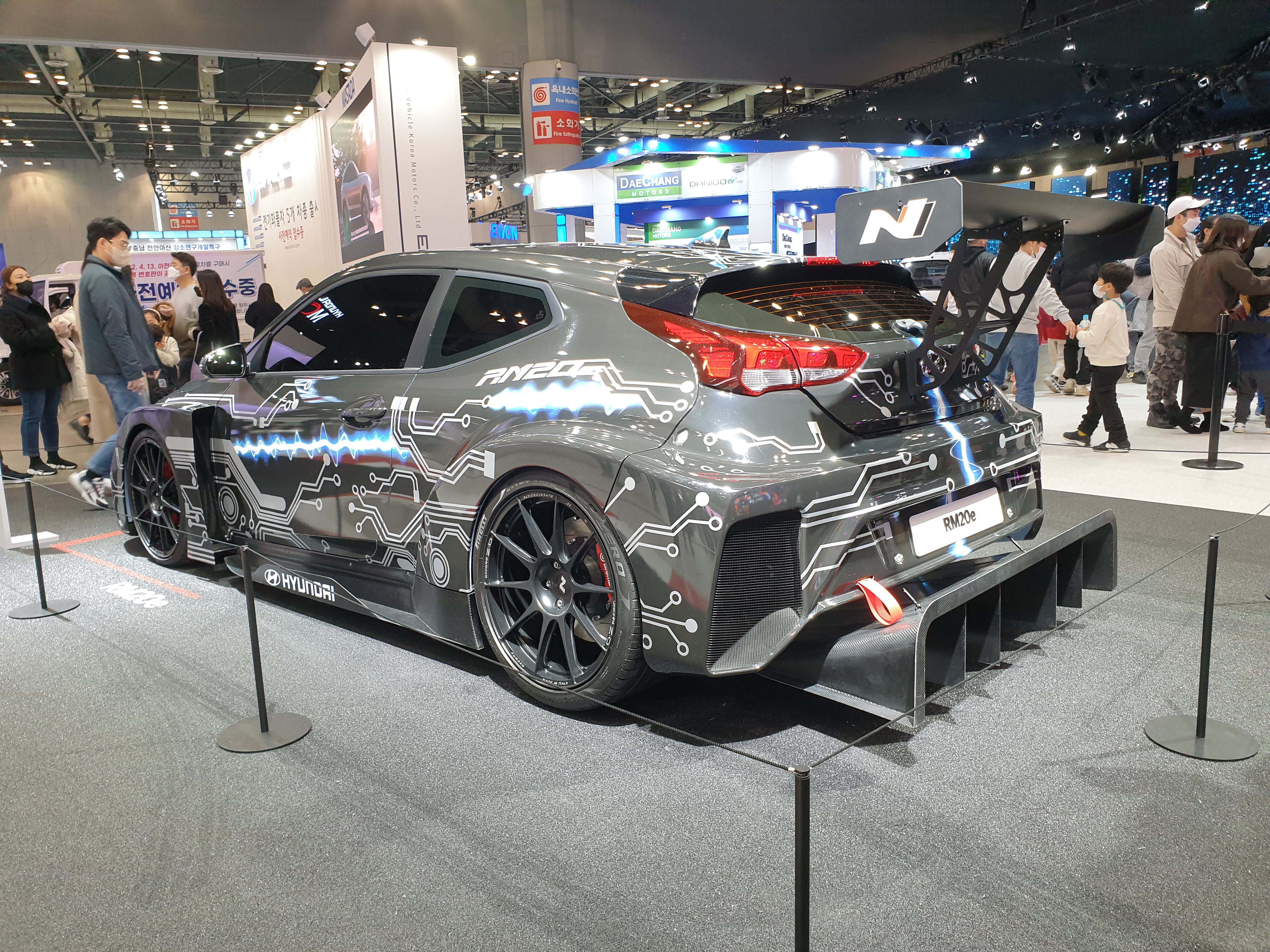
RM20e リア
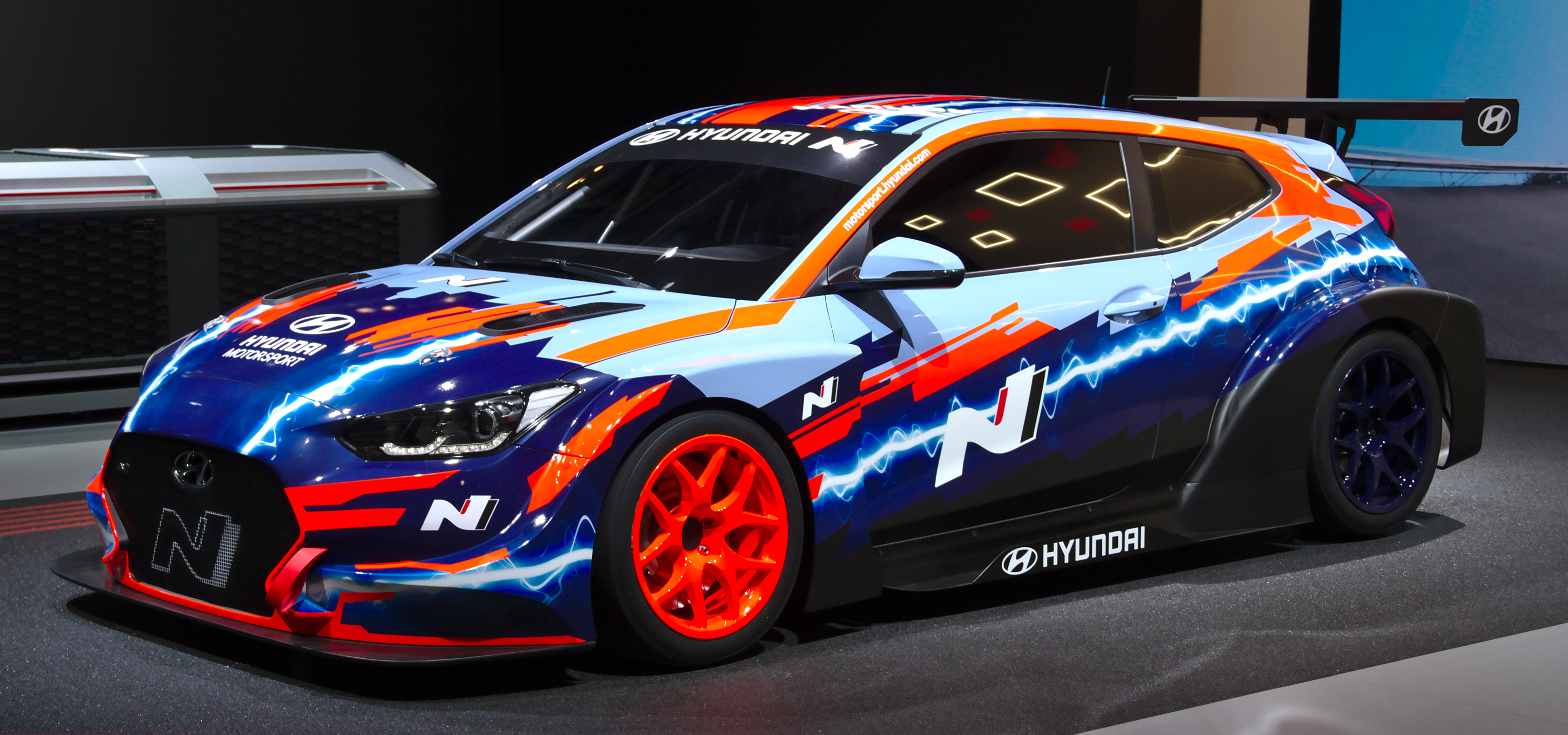
ヴェロスター N ETCR

## その他
初代がトミカの韓国車シリーズでヴェロスターターボがモデル化されている（品番：KR-02）。